# Governolo (pirofregata)
La Governolo è stata una pirofregata di II rango a ruote della Regia Marina, già della Marina del Regno di Sardegna.

## Storia

### I primi anni e la guerra di Crimea
Costruita tra il 1848 ed il 1850 nei cantieri britannici Pichter North al costo di 1.559.400 lire per conto della Marina del Regno di Sardegna, la nave risultò essere tra le migliori unità a ruote del periodo. Dopo il completamento lasciò il cantiere di Gravesend e si diresse a Genova, dove giunse il 24 maggio 1850.
Primo comandante della nave fu il luogotenente di vascello Emilio Faà di Bruno, al comando del quale la nave svolse un'operazione a contrasto del brigantaggio in Sardegna.
Nel 1851 la pirofregata, al comando del capitano di vascello Carlo Pellion di Persano, risalì il Tamigi fino a Sheerness senza pilota. Il 5 aprile Persano fu messo agli arresti per insubordinazione e vi restò per undici mesi. Nel 1853 la Governolo, nuovamente al comando di Persano, si arenò – mentre aveva a bordo il Re Vittorio Emanuele II, i principi Umberto ed Amedeo di Savoia ed il loro seguito, che si stavano recando in Sardegna per una partita di caccia – su uno scoglio non segnalato nei pressi della Maddalena: Persano poté disincagliare la nave con la manovra ma fu tuttavia processato per il fatto, venendone comunque assolto. Questo incidente procurò però a Persano, futuro comandante della flotta italiana e protagonista della sconfitta di Lissa, il rancore del re, convinto di essere stato in pericolo di vita.
Nell'aprile 1855, durante la guerra di Crimea, la Governolo fece parte della Divisione Navale sarda inviata in Crimea (forte complessivamente di 23 navi di vario tipo, 126 pezzi d’artiglieria e 2574 uomini), partecipando alle operazioni di tale conflitto. Al comando del capitano di fregata Giovan Battista Albini (e con a bordo, tra l'altro, il chirurgo di prima classe Luigi Verde, futuro capo del Corpo Sanitario della Regia Marina) la Governolo lasciò Genova il 28 aprile 1855 imbarcando il comandante del corpo di spedizione in Crimea, generale Alfonso La Marmora.

### La seconda guerra d'indipendenza e l'impresa dei Mille
Nel giugno 1859, nel corso della seconda guerra d'indipendenza, la Governolo fu dapprima impiegata per il trasporto di truppe e materiale bellico dai porti francesi a Genova, mentre successivamente venne dislocata in Adriatico, aggregata alla Squadra navale.
Il 4 aprile 1860 la Governolo e l'avviso Authion furono inviati a Palermo per valutare l'entità delle forze in campo nelle rivolte scoppiate in Sicilia. Nel maggio 1860 la pirofregata, agli inizi dell'impresa dei Mille, fu inviata a pattugliare le coste della Sardegna perché si temeva che Garibaldi potesse essere intenzionato a sottrarre l'Italia al dominio dei Savoia e ad iniziare dalla Sardegna. Successivamente, nel corso di tale campagna, la Governolo venne dislocata a Palermo con funzioni di osservazione.Il 1º giugno 1860 la nave sbarcò a Messina rinforzi per le truppe garibaldine
Assegnata poi alla squadra comandata dall'ammiraglio Persano, la Governolo partì da Napoli il 13 (per altre fonti 11) settembre 1860 per prendere parte all'assedio di Ancona. Il 16 settembre la squadra giunse nei pressi del capoluogo marchigiano; dopo aver inviato la pirofregata Costituzione in ricognizione, la formazione di Persano diresse per Rimini e poi Senigallia per cercare il generale Fanti, col quale l'ammiraglio avrebbe dovuto concordare le operazioni per occupare la piazzaforte marchigiana; il generale si era tuttavia già spostato con le sue truppe a Castelfidardo, e qui lo contattò Persano. Il 18 settembre, pianificato l'attacco, la flotta italiana fece la sua comparsa nelle acque di Ancona, venendo fatta segno del tiro delle fortezze difensive ed aprendo quindi a sua volta il fuoco. In questa prima azione di bombardamento venne pesantemente danneggiata la batteria di Colle Cappuccini, ma alcune cannonate caddero anche sulla città provocando la morte di una donna e due bambini. Il 20 settembre fu posto il blocco navale (eccezion fatta solo per la pesca), mentre il 22 ed il 23 furono effettuate nuove azioni di bombardamento, dirette principalmente contro la batteria del Cardeto. Il 25 ed il 26 settembre vennero fatti tentativi con squadre che su scialuppe sbarcarono per rimuovere le catene che impedivano alle navi italiane l'accesso nel porto, ma in entrambi i casi le squadre italiane furono scoperte e dovettero ritirarsi. La situazione per le navi italiane stava inoltre divenendo piuttosto precaria: il carbone iniziava a scarseggiare e mancavano approdi per poter effettuare eventuali riparazioni. All'una del pomeriggio del 28 settembre Governolo, Costituzione ed una terza pirofregata, la Vittorio Emanuele, si ormeggiarono nei pressi della potente fortezza della Lanterna e, nonostante il continuo cannoneggiamento da parte del forte ed il vento di scirocco che complicava l'operazione, le tre navi (rinforzate poi dalla pirofregata Carlo Alberto), danneggiarono pesantemente la Lanterna ed affondarono tutte le imbarcazioni ormeggiate nei suoi pressi; infine la Vittorio Emanuele, avvicinatasi ulteriormente, colpì il deposito munizioni del forte, che saltò in aria (rimasero uccisi 125 artiglieri su 150), tra le cause principali della resa della città, avvenuta l'indomani.
Successivamente alla presa di Ancona la Governolo tornò a Napoli.
Pochi mesi dopo la nave, agli ordini del capitano di fregata Alessandro D'Aste partecipò al bombardamento ed alla presa di un'altra piazzaforte marittima, quella di Gaeta. Il 10 gennaio 1861 la Governolo salpò da Napoli unitamente al resto della squadra navale e si ormeggiò tra Castellone e Mola di Gaeta, prendendo poi parte all'assedio della città. Nel corso della prima azione di bombardamento (22 gennaio) le navi italiane, salpate alle 9.30, effettuarono un primo cannoneggiamento dalle 10.30 a mezzogiorno, poi reiterarono l'azione nel pomeriggio: in tutto vennero sparati circa 4.000 proiettili. Gran parte delle unità della flotta, inclusa la Governolo, riportarono dei danni a causa del tiro delle fortezze borboniche, mentre nel cannoneggiamento delle navi italiane fu affondato l'avviso borbonico Etna e gravemente danneggiata la fregata Partenope. Nei giorni successivi la Governolo prese parte ad altre azioni di bombardamento sino alla resa di Gaeta, avvenuta il 13 febbraio 1861 in seguito all'esplosione del deposito munizioni «Transilvania».
Il 17 marzo 1861, con la nascita della Regia Marina, la Governolo venne iscritta nei ruoli della nuova Marina.

### La terza guerra d'indipendenza e gli ultimi anni
Nel luglio del 1866 la nave partecipò alle operazioni in Adriatico della terza guerra d'indipendenza. Al comando del capitano di fregata Antonio Gogola ed inquadrata nella divisione del capitano di vascello Guglielmo Acton (comprensiva anche delle pirofregate ad elica Principe Umberto, nave di bandiera di Acton, e Carlo Alberto) assegnata alla II Squadra dell'armata d'operazioni, la Governolo lasciò Ancona il 17 luglio 1866 – trasportando, insieme alle altre navi, una compagnia di fanti di Marina (destinata a rafforzate le forze sbarco) – per raggiungere il resto della II Squadra, che era già in mare impegnata, con la I e III Squadra, nell'attacco all'isola di Lissa. La pirofregata, insieme alle due unità sezionarie, si aggregò alla II Squadra nella mattina del 19 luglio, ed iniziò immediatamente a prendere parte alle operazioni belliche: nella giornata del 19 luglio le navi della II Squadra (tutte unità in legno, ovvero sette pirofregate ad elica e due a ruote, oltre ad una pirocorvetta ad elica), insieme alla flottiglia cannoniere del capitano di fregata Sandri (tre unità, più un avviso, un trasporto ed una nave ospedale), dapprima bombardarono i forti esterni di Porto San Giorgio, quindi effettuarono un tentativo di sbarco con 2.000 uomini a Porto Carober. Il tentativo di sbarco fallì in quanto il comandante della II Squadra, viceammiraglio Giovan Battista Albini, vedendo le scialuppe con le truppe destinate allo sbarco bersagliate da un forte tiro di fucileria, ordinò di riprendere a bordo tutte le truppe.
All'alba del 20 luglio, ricevuto un rinforzo di 500 uomini, la II Squadra si portò nuovamente nelle acque di Porto Carober per ritentare lo sbarco, ma alle 7.50 del mattino, mentre lo sbarco era già in corso, sopraggiunse la squadra navale austriaca agli ordini del viceammiraglio Wilhelm von Tegetthoff: ebbe così inizio la battaglia di Lissa, conclusasi con una drammatica sconfitta della flotta italiana. L'ammiraglio Albini ordinò di sospendere lo sbarco e di reimbarcare in fretta le truppe, facendo rientrare le scialuppe e facendole prendere a rimorchio dalle cannoniere di Sandri: il reimbarco fu tuttavia frettoloso e non pochi equipaggiamenti vennero abbandonati e caddero quindi in mano nemica. Inoltre, Albini perse tempo a recuperare le scialuppe, compito che, secondo gli ordini, avrebbe dovuto essere di competenza della sola flottiglia Sandri. Nei piani di battaglia del comandante l'armata, ammiraglio Carlo Pellion di Persano, la II Squadra avrebbe dovuto seguire e supportare il gruppo delle corazzate, composto dalle squadre I e III con, in quel momento, dieci unità, ma Albini, che aveva rancori nei confronti di Persano, procedette così lentamente da restare molto distanziato, quindi non partecipò minimamente alla battaglia, lasciando le dieci corazzate di Persano a battersi da sole contro l'intera flotta austriaca (26 unità). Su iniziativa dei loro comandanti, la Governolo e la Principe Umberto lasciarono il loro posto nella II Squadra per accorrere in aiuto delle corazzate, ma vennero attaccate dalle pirocorvette corazzate austroungariche Prinz Eugen e Salamander, rischiando di avere la peggio (la Principe Umberto riportò danni alle alberature): salvate dall'intervento della pirofregata corazzata Regina Maria Pia, le due fregate vennero quindi richiamate dall'ammiraglio Albini, che evidenziò l'ordine con una cannonata. Dopo un tentativo di contrattacco ordinato da Persano ma seguito da due sole unità, e pertanto subito abortito, la battaglia si concluse verso le 14. Mentre la battaglia si avviava alla sua conclusione la Governolo ed il pirotrasporto a ruote Indipendenza si avvicinarono alla cannoniera corazzata Palestro, pesantemente danneggiata ed incendiata, per fornire assistenza ed eventualmente recuperare l'equipaggio, se si fosse reso necessario l'abbandono della nave. Il comandante e l'equipaggio della Palestro ritennero tuttavia possibile il salvataggio dell'unità, dunque venne deciso che i feriti sarebbero stati trasbordati sulla Governolo – operazione diretta dai medici di bordo della cannoniera, Ferdinando Garzilli e Carlo Gloag, entrambi poi periti nell'affondamento – e che questa avrebbe preso a rimorchio la Palestro, manovra che, con la messa della prua al vento, avrebbe anche favorito la circoscrizione dell'incendio. Nel frattempo (intorno alle 13) la pirofregata corazzata austriaca Kaiser Max tentò di attaccare la Palestro e le due unità soccorritrici, ma il gruppo riuscì a sottrarsi all'attacco, grazie anche all'intervento dell'ariete Affondatore. Il primo tentativo di rimorchio fallì perché i cavi si spezzarono non appena la Governolo ebbe messo in moto. Mentre venivano predisposti nuovi cavi le fiamme – alimentate da una corrente d'aria prodotta da una manica a vento divelta da una cannonata – raggiunsero i depositi munizioni e la Palestro saltò in aria, alle 14.45, con la perdita di 213 uomini su di un equipaggio di 233. La flotta italiana rimase ad incrociare sul posto sino a sera, quando Persano ordinò infine di rientrare ad Ancona. La Governolo scortò, durante la navigazione di rientro, la cannoniera corazzata Varese, rimasta a corto di carbone e lasciata indietro dal resto della flotta (la pirofregata recuperò inoltre la barca ed i barcaioli che, all'inizio della battaglia, avevano trasbordato l'ammiraglio Persano dalla pirofregata corazzata Re d’Italia, poi affondata, all’Affondatore, e che non erano stati ripresi a bordo da nessuna delle du unità).
Successivamente a Lissa l'armata venne sciolta, e tutte le navi in legno furono fatte rientrare a Taranto, dove la Principe Umberto fu sottoposta ad un turno di lavori.

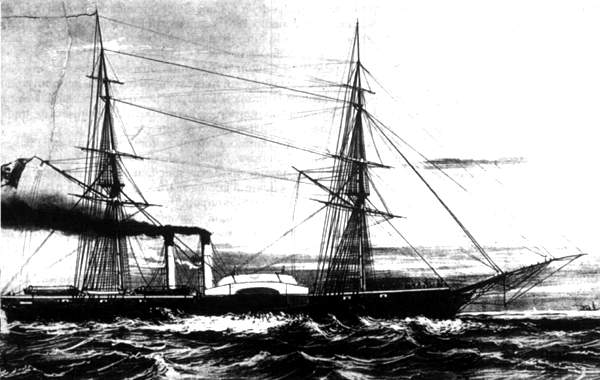
La Governolo in navigazione

Nel settembre 1866 la Governolo fu mandata a Palermo per reprimere l'insurrezione scoppiata nel capoluogo siciliano.
Tra il 1867 ed il 1872 la pirofregata venne sottoposta a lavori di rimodernamento in seguito ai quali l'armamento risultò essere formato da otto cannoni da 160 mm ed uno da 75 mm.
Il 19 dicembre 1872 la Governolo, al comando del capitano di fregata Enrico Accinni lasciò Napoli per svolgere una campagna navale e spedizione scientifica in Estremo Oriente. A tale spedizione, durante la quale vennero esplorate le coste di Borneo, Malaysia, Filippine, Cina e Giappone, partecipò anche l'esploratore Giacomo Bove, con il grado di guardiamarina. La nave rimase stazionaria in acque orientali sino al 13 ottobre 1873, giorno in cui ripartì per l'Italia: la vecchia pirofregata attraccò a La Spezia il 28 ottobre 1874.
Temporaneamente disarmata, venne poi rimessa in funzione ed il 16 maggio 1877 salpò alla volta di Montevideo, dove avrebbe avuto funzioni di stazionaria. Le fu poi ordinato di dirigere per il Pacifico ma il 26 dicembre 1878, mentre si trovava nei pressi di Punta Arenas (fuori dallo stretto di Magellano) non poté doppiare Capo Horn e, danneggiata, dovette tornare indietro facendo tappa alle Falkland e fu quindi inviata al Rio della Plata dove i danni vennero riparati. Il 23 settembre 1879 la nave lasciò le acque brasiliane e, riattraversando il Sud Atlantico, diresse per rientrare in Italia.
Giunta a Napoli il 7 dicembre 1879, la Governolo venne immediatamente posta in disarmo.
Radiata il 25 giugno 1882, venne venduta a privati per la demolizione. Un dipinto della pirofregata Governolo fu realizzato dal pittore messinese Ettore Cercone che vi era imbarcato come marinaio, durante la battaglia di Lissa.